# Cahit Ölmez
Hüseyin Cahit (Cahit) Ölmez (1 januari 1963– 21 juli 2025) was een Nederlands acteur van Turkse afkomst. Hij is gedurende zijn carrière in zowel Nederlandse als Vlaamse producties te zien geweest.

## Biografie
Ölmez volgde, na het behalen van zijn mavodiploma in Zaandam, de toneelschool in Amsterdam, waar hij in 1989 afstudeerde. In datzelfde jaar maakte hij zijn debuut in de film Gwang tin lung fu wui. 
In 1990 speelde hij naast Arnon Grunberg en Maja van den Broecke een hoofdrol in de roemruchte korte film "De K** van Maria", van Cyrus Frisch.
Vanaf 1999 was hij te zien in de Vlaamse televisieserie Flikken in de rol van Selattin Ateş.
In 2001 stopte hij even met acteren om een pitabar te openen in Gent, maar sinds 2004 is hij weer te zien in films en op televisie. Zo had hij een rol in 06/05 van de in 2004 vermoorde filmregisseur Theo van Gogh en was hij van 2006 tot 2007 te zien in de politieserie Van Speijk op de Nederlandse commerciële tv-zender Talpa. Ook had hij een rol in Wolfseinde, naast onder meer Tanja Jess. In 2010 vertolkte hij een rol in de film Gangsterboys.
Ölmez overleed op 21 juli 2025 aan de gevolgen van kanker.

## Overzicht televisie en film
- Gwang tin lung fu wui (1989), Amead
- De kut van Maria (1990)
- Krokodillen in Amsterdam (1990), Alex
- Domburg (1996), Metin
- Flikken (1999-2001), Inspecteur Selattin Ateş
- Team Spirit (2000)
- Najib en Julia (2003, gastrol), Khalid
- Vrijdag de 14e: Erekwestie (2003, televisiefilm), Haydar
- Baantjer (2004, gastrol), Sali Majko
- 06/05 (2004), Erdogan Demir
- Allerzielen (2005), verteller (stem)
- Keyzer & De Boer Advocaten (2006, gastrol), Mr. Yilmaz
- Van Speijk (2006-2007), Det. Altan Uslu
- Funny Dewdrop (2007, kortfilm)
- Wolfseinde (2008-2009), Kadir Gharsallah
- Shylock (2009)
- Gangsterboys (2010), Karan
- Kom niet aan mijn kinderen (2010, televisiefilm), Nizar Zalaq
- Kauwboy (2012)
- Wolf (2013), Hakan
- Medisch Centrum West (2024-2025), Simon El Masry